# Chicha de jora
A chicha de jora (em quíchua Aqha e em kichwa Aswa) é uma bebida fermentada natural do Peru, frequentemente encontrada no Peru, Bolívia e Equador. Há diversas variedades de acordo com a região, mas sua preparação é sempre à base de «jora», ou seja, milho maltado. É produzida desde a era pré-inca sendo uma bebida sagrada usada em atos cerimoniais, e em festas de todas as culturas pré-hispânicas da zona central andina.
Embora tecnicamente seja uma cerveja artesanal de milho, seu teor alcoólico muda de acordo com a região e o «chichero» (nome da pessoa que produz a bebida).

## História
Na época do Império Inca, de acordo com a lenda, durante o governo do Túpac Yupanqui  as chuvas degradaram os silos onde se armazenava o milho fazendo que os grãos se fermentaram e mudaram a malte. Para não descartar esse alimento, ordenou-se o reparto deles em forma de "mote" (milho cozinhado em água) mas finalmente terminaram descartando-o. Um habitante com fome que procurava por comida no lixo acabou encontrando o alimento, consumindo-o e ficando alcoolizado.
Foi a bebida favorita da nobreza inca para se usar em rituais cerimonais. Durante o Inti Raymi , o Inca brindava com chicha de jora com o intuito de honrar o deus Sol (Inti). Também era costume deixar uma vasilha com esta bebida no túmulo dos familiares mortos ou a oferecer como pago à Pachamama ou Tinka para ter uma boa colheita.
Atualmente, a chicha de jora é consumida principalmente nas zonas rurais do norte e da serra do Peru. Inclusive, cidades como Lambayeque ou Cajamarca ainda mantêm sua forma tradicional de preparação baseada em milho gigante branco que só cresce na serra dessa região. A apresentação da bebida aos comensais se faz em vasilhas feitas com abóboras secas pintadas e lavradas nomeadas «potos» ou «cojuditos» segundo seu tamanho.

## Preparação

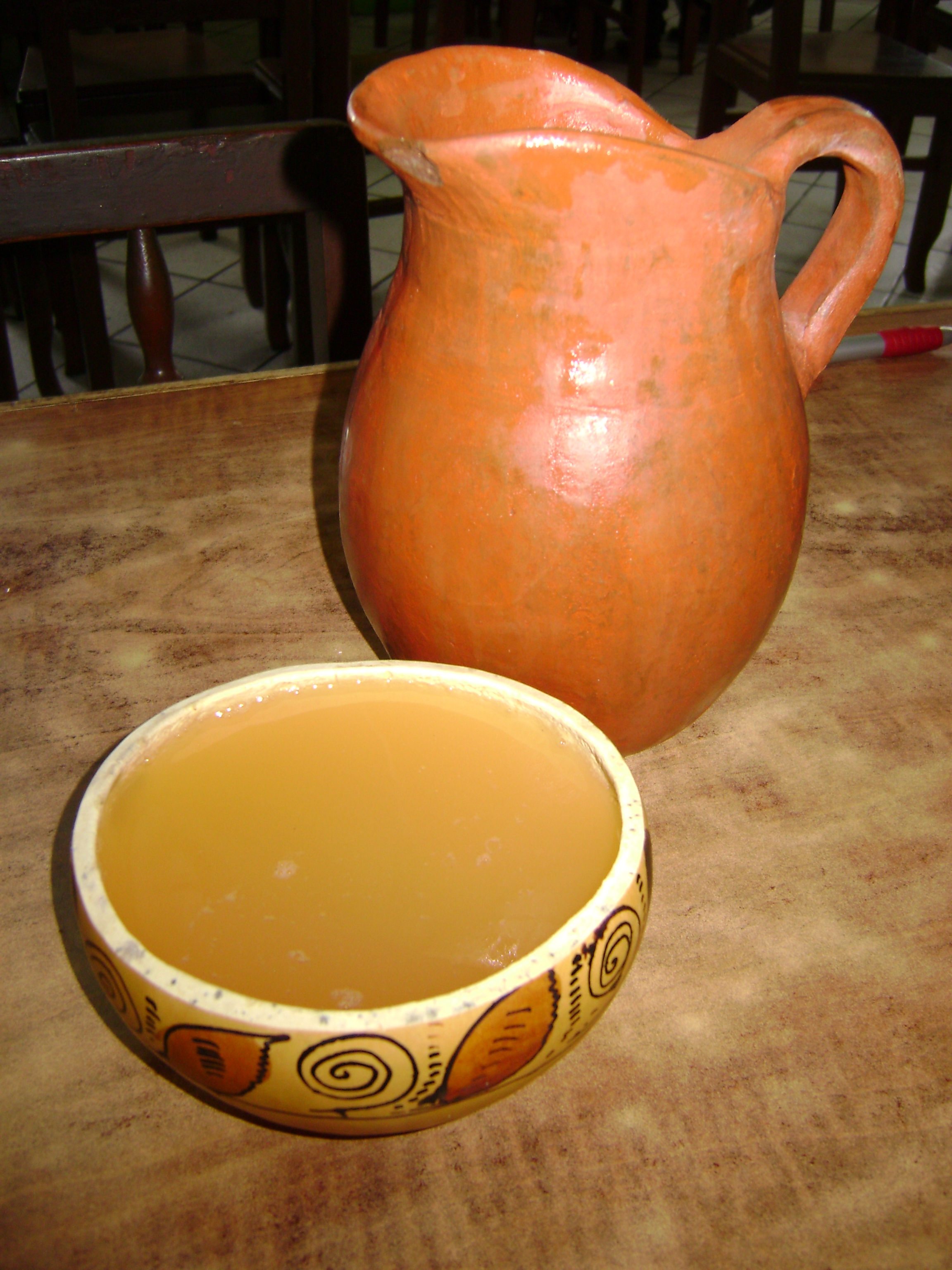
Garrafão de "clarito" (chicha mais suave) servida num "poto" (Catacaos, Perú).

Para preparar a chicha de jora, é necessário obter a farina de jora. Este procedimento demora aproximadamente um mês e se assemelha às fases lunares já que cada etapa detém sete dias. Uma vez que se tem obtido o milho, que pode ser amarelo ou branco, se molha em um leito feito de folhas de “jorapanka”. Esta é uma planta que fica nas partes mais profundas das quebradas, cujo sabor é absorvido pelos grãos de milho.
Deixa-se repousar os grãos de milho por sete dias cobertos com as folhas. Este procedimento faz com que  os grãos germinem. Os grãos germinados são levados a secar sob o sol por uma semana. Uma vez que está seco, é moído e se obtêm a farinha de jora. Com esta farinha se faz a preparação da bebida e, para que se adquira seu sabor especial, é cozida na lenha. Primeiro se ferve todo tipo de ervas doces enquanto a farinha é mantida em água fria. Ao obter a essência das ervas, são retiradas da caçarola e sua água é derramada na farinha. Deve-se deixar fervendo e mexer constantemente até que a farinha não se repouse no fundo da caçarola. Se o milho não for suficientemente doce, se adiciona rapadura.
Uma vez que a bebida esteja cozida, se inicia o procedimento do "chichado". Com a ajuda de uma peneira, se filtra a chicha numa vasilha que originalmente era de barro e cuja base se enterrava. O número de dias de repouso dependerá do grau de fermentação desejado. Para festas, se deixa fermentar de três a sete dias.